# Synodontis angelicus
Synodontis angelicus är en afrikansk fiskart i ordningen Malartade fiskar som förekommer Kongo-Brazzaville, Kongo-Kinshasa och Kamerun, där man bland annat kan återfinna den i Malebodammen och floderna Kasaï och Ubangi. Vuxna exemplar kan bli upp till 55 cm långa och blir lite drygt 10 år gamla.